# Stereodon jamesii
Stereodon jamesii là một loài Rêu trong họ Hypnaceae. Loài này được (Sull.) Broth. miêu tả khoa học đầu tiên năm 1908.